# 新加坡華人

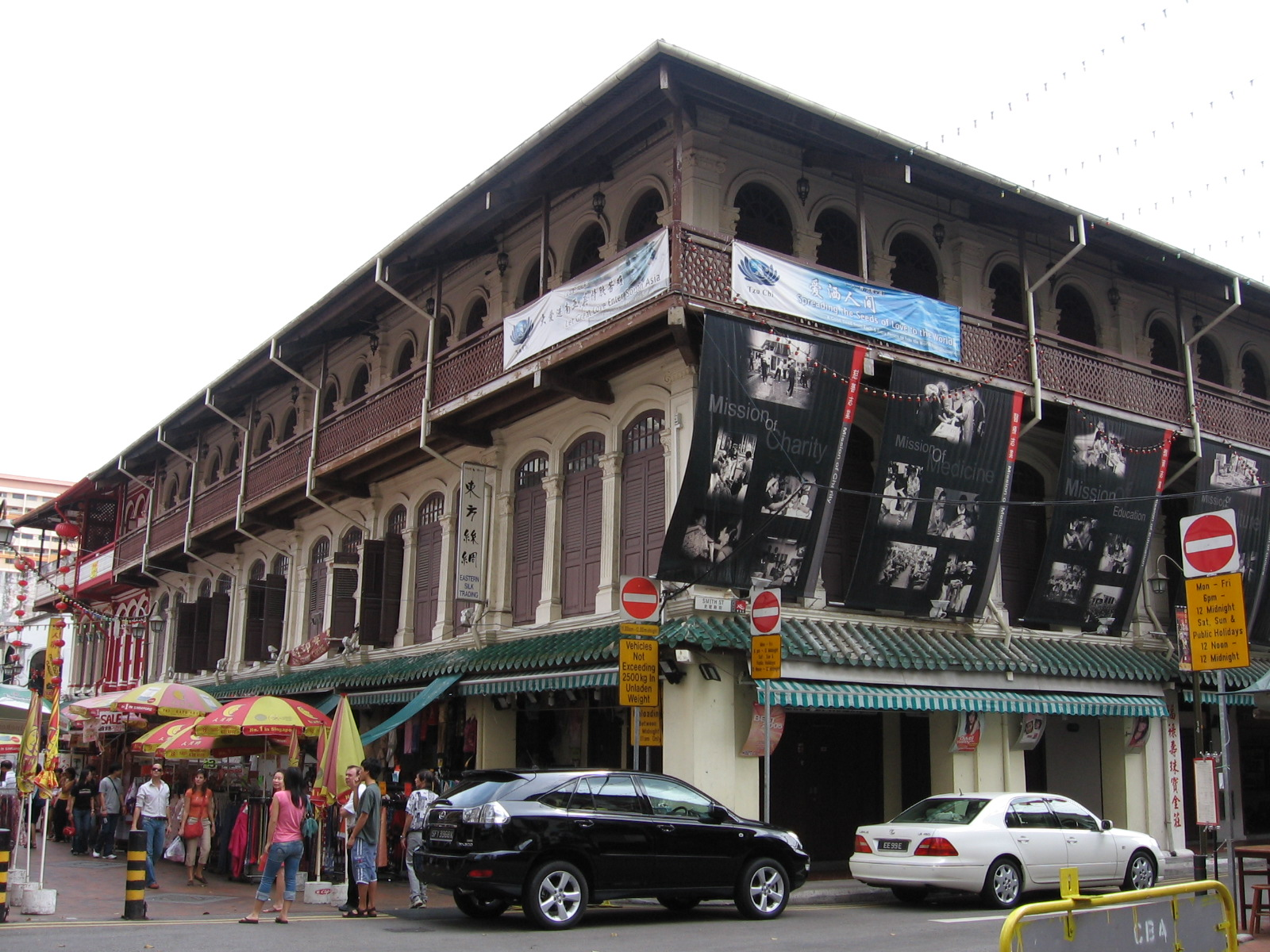
牛車水是19世紀和20世紀初從中國漂洋過海來到南洋開墾的華工聚集點。

新加坡華人，又稱新加坡華族、華裔新加坡人，是指所有持有新加坡公民權或居留權的華人。新加坡是一個多元種族國家，華人是其中最大的種族。2015年，新加坡華裔佔全國公民人口的76.2%，4个新加坡公民中就有逾3个是華人。
早在10世紀，就有華人在新加坡進行貿易和定居的證據，也有各種中国历史記錄記載了10至14世紀在新加坡的貿易活動和華人居民。在新加坡成為英國貿易港口之前，新加坡岛上的人口大约有150人。他们都是天猛公阿都拉曼的追隨者。人口当中有120名馬來人和大約有20－30名華人居住着。
新加坡的國族建構基於公民民族主義。今日的新加坡華人一般会先認同自己为「新加坡人」，而后才是「華人」。新加坡官方近年來強調華人已經从獨立建國前的「落叶归根」的「華僑」發展為「落地生根」的「新加坡華人」。
峇峇娘惹因为融入其他华裔贯所以在新加坡人整体中佔的比例非常小。

## 定义
新加坡统计局将「华人」定义为一个种族或族群。新加坡华人专指来自中国的人，比如福建人（专指福建闽南人）、潮州人（潮汕人）、廣東人（廣府人）、海峡华人等等。在一个混血家庭里，如果父亲是华人，其子女通常会被归类为华人。

## 籍貫或民系
新加坡華人的祖籍或籍貫相當繁雜，也趨於多樣化，大體来说，新加坡華人會根據自己所屬的漢語方言、民系、語言文化組、籍貫或祖籍來做歸類。
華人的族群通常可以由自己所講的方言來分辨，雖然閩南裔占華人最多數，但廣東裔（廣府人）却是在保留自己語言方面做得最成功的，36%的廣東人在家中講廣東話，在家中講華語或英語的廣東人的比率分别只占32%和28%。反而福建人（特指新加坡當地人口基數最大的「南支福建人」或稱閩南泉漳人）和潮州人大多在家中說華語，甚至只說英語。现今那些講閩台片閩南語的人群只限於部分華裔新加坡年長者，以及極小部分的中、青年人。雖然籍貫或祖籍的觀念在年輕族群當中淡化嚴重，但一般新加坡華人仍會對自己的籍貫或語言具有少許認同。
大多數的新加坡華人的祖籍在中國南方沿海，尤其是福建南部地區，再來是廣東和海南兩省。閩南系福建人、潮州人和廣東人涵盖了新加坡華人人口的四分之三，其余的四分之一由19個語言群組成。 這些華人一般稱為「新加坡本地華人」，是十九和二十世紀前半葉從中國南方移民来新加坡的華人後裔（第一波和第二波移民浪潮）。20世纪末至21世紀初，出現了從中國各地區移民來新加坡的第三波移民浪潮。
在新加坡華人社群當中，不同方言組或籍貫的互相通婚十分普遍。但籍貫或語言文化組的歸類則會根據父親的籍貫而定。例如，如果父親是福建籍，而母親是廣東籍，小孩則會稱自己為「福建人」。有些新加坡華人會根據自己的祖籍籍貫來聯繫自己的宗鄉會館。
| 漢語方言組（民系） | 祖籍地 | 1990年    | 2000年    | 2010年    |
| ------------------ | --- | --------- | --------- | --------- |
| 福建泉漳人         | 泉州府：同安縣（今廈門市和金門縣大部分地區，漳州龍海市少數地區）、晉江縣（今泉州鯉城區東南部、豐澤區大部分地區、晉江市大部分地區、洛江區全境、石獅市全境）、南安縣（今泉州南安市全境、晉江市少數地區、豐澤區少數地區、鯉城區西北部、廈門市翔安區少數地區）、惠安縣（今泉州惠安縣全境、泉港區和莆田仙遊縣少數地區）、安溪縣（今泉州安溪縣全境） 永春直隸州（今泉州永春縣、德化縣、三明大田縣） 漳州府：龍溪縣（今漳州龍海市西北部、南靖縣少數地區、薌城區大部分地區、華安縣及龍文區、龍巖漳平市少數地區）、海澄縣（今廈門市海滄區南半部、漳州龍海市東南部、金門縣東碇島）、漳浦縣（今漳州雲霄縣南部、龍海市少數地區及漳浦縣大部分地區）、詔安縣（今漳州東山縣全境、雲霄縣少數地區及今詔安縣大部分地區）、長泰縣（今漳州長泰縣全境）、平和縣（今龍巖市永定區少數地區、漳州詔安縣北部少數地區、雲霄縣北部、南靖縣少數地區及平和縣大部分地區）、南靖縣（今漳州平和縣少數地區、薌城區少數地區、龍海市少數地區、漳浦縣北部少數地區及南靖縣大部分地區）、雲霄縣（今漳州雲霄縣全境） 龍巖直隸州（今龍巖市新羅區及漳平市） 臺灣島 | 860,080   | 1,028,490 | 1,118,817 |
| 潮州人             | 潮州府：海陽縣（今潮州潮安區大部分地區、湘橋區大部分地區）、澄海縣（今潮州潮安區南部少數地區、汕頭澄海區中南部、金平區大部分及龍湖區）、揭陽縣（今梅州豐順縣少數地區、潮州潮安區少數地區、汕頭潮陽區少數地區、金平區少數地區、揭陽普寧市少數地區、揭西縣大部分地區、揭東區及榕城區）、潮陽縣（今揭陽普寧市少數地區、潮南區大部分地區、汕頭潮陽區大部分地區及濠江區全境）、普寧縣（今汕頭潮陽區少數地區、潮南區少數地區、揭陽揭西縣少數地區、普寧市東北部）、惠來縣（今揭陽惠來縣大部分地區、普寧市西南部、汕頭潮南區少數地區）、大埔縣（梅州大埔縣大部分地區）、豐順縣（今梅州豐順縣大部分地區）、饒平縣（今潮州饒平縣全境、梅州大埔縣少數地區、汕頭澄海區北部、潮州潮安區北部少數地區、湘橋區少數地區） | 466,020   | 526,200   | 562,139   |
| 廣府人             | 廣州府：南海縣（今佛山南海區、禪城區、廣州荔灣區全部、白雲區部分、越秀區西部）、番禺縣（今廣州越秀區東部、番禺區全境、南沙區全境、海珠區部分地區、白雲區部分地區、天河區部分地區）、新會縣（今江門市蓬江區、江海區、新會區）、順德縣、東莞縣（今東莞市）、寶安縣（今深圳市、香港特別行政區）、三水縣、增城縣、龍門縣、香山縣（今中山市、珠海市、澳門特別行政區）、新寧縣（約今之台山市）、從化縣、清遠縣、陽山縣、連山縣 肇慶府：高要縣、四會縣、新興縣、高明縣、廣寧縣、開平縣（今開平市）、鶴山縣、封川縣、開建縣、德慶州 | 327,870   | 385,630   | 408,517   |
| 客家人             | 嘉應州（今梅州市）、惠州府（今惠州市、汕尾市、河源市）、潮州府（今潮州市、揭陽市、汕頭市）、汀州府（今龍巖市長汀縣、連城縣、武平縣、上杭縣、永定區和三明市寧化縣、清流縣、明溪縣）、臺灣島 | 155,890   | 198,440   | 232,914   |
| 海南人             | 瓊州府：瓊山縣、澄邁縣、定安縣、文昌縣、會同縣、樂會縣、昌化縣、臨高縣、陵水縣、感恩縣、儋州、崖州、萬州 | 148,740   | 167,590   | 177,541   |
| 福州人             | 福州府：閩縣、侯官縣、長樂縣、屏南縣、福清縣、古田縣、羅源縣、連江縣、永泰縣、閩清縣（今福州市全境以及寧德古田縣和屏南縣） 福寧府：霞浦縣、福安縣、壽寧縣、福鼎縣、寧德縣（今寧德蕉城區、福安市、福鼎市、霞浦縣、壽寧縣、周寧縣、柘榮縣） | 36,490    | 46,890    | 54,233    |
| 興化人             | 興化府（今莆田市全境） | 19,990    | 23,540    | 25,549    |
| 江浙人             | 浙江、江蘇、上海市 | 17,310    | 21,550    | 22,053    |
| 福清人             | 福州府：福清縣（今福州福清市和平潭縣） | 13,230    | 15,470    | 16,556    |
| 其他               | | 50,150    | 91,590    | 175,661   |
| 總計               | 今 中华人民共和国和 中華民國所轄領土範圍 | 2,095,770 | 2,505,390 | 2,793,980 |

### 闽南人（福建人）

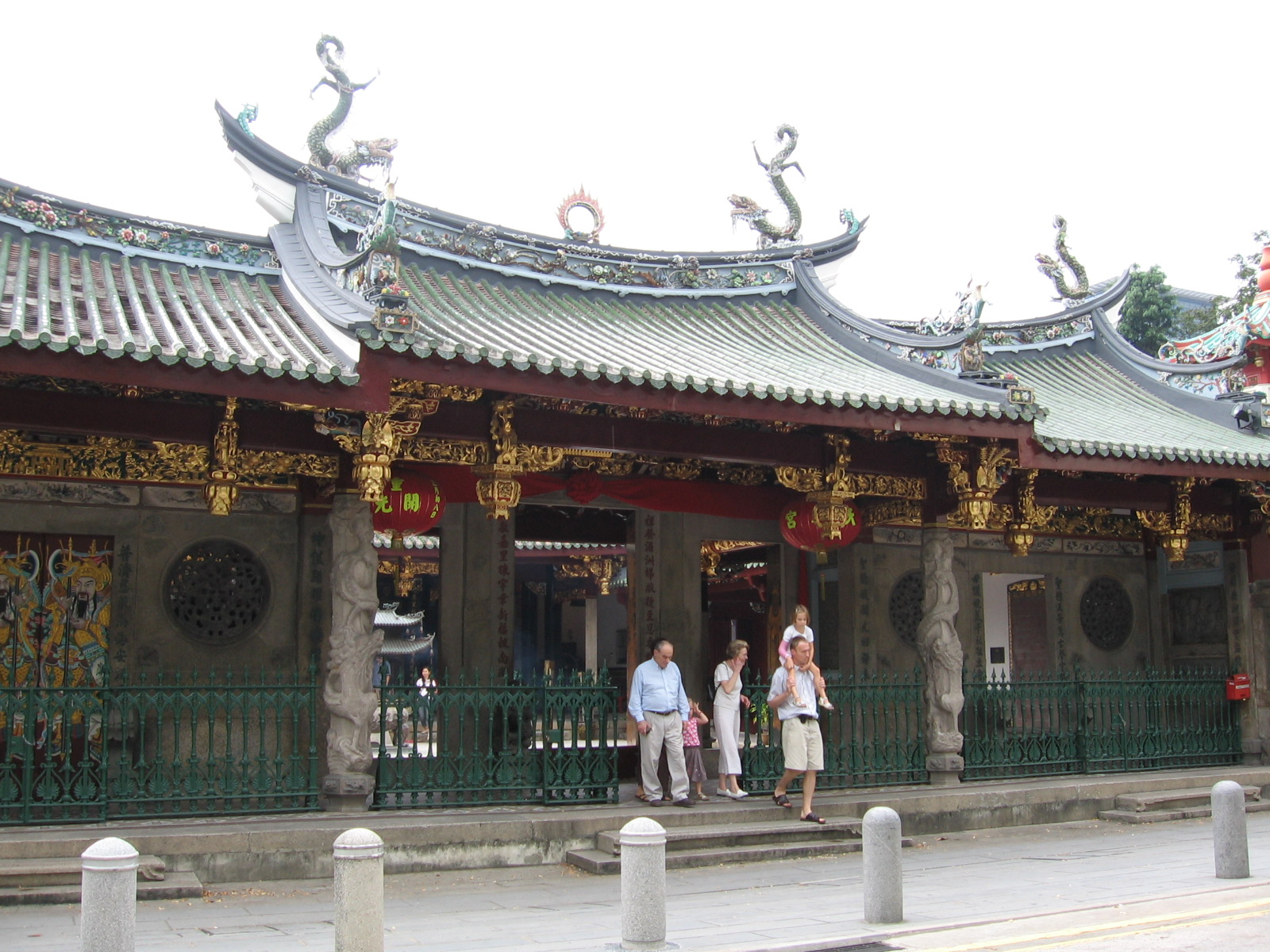
天福宫是闽南人在新加坡所建的最古老的庙宇。

在新加坡，「闽南人」（閩南語：福建儂、白話字：Hok-kiàn-lâng；英文常自然拼寫為「Hokkien」）一般统称为「新加坡福建人」，构成約新加坡华人当中的43%，是新加坡华人社区当中最大的民系。新加坡闽南裔华人多数源自于福建省南部，主要是厦门、泉州及漳州（包括：安溪、晋江、同安、南安、惠安、永春、龙海、漳浦、詔安等）。他们所讲的方言是新加坡闽南话（在新加坡称为「福建話」），主要是以廈門閩南語做為標準，但較偏泉州音。在語言溝通方面，闽南泉漳話跟潮州話能夠達到50.4%的互通，但卻很難跟其他支系的闽语進行溝通。
在1979年推行講華語運動之前，新加坡闽南话因使用人口最多，也曾是新加坡華人各民系之间的共同語，也是其他種族如馬來人和印度人跟華人溝通的語言。
早期的閩南先民大多落腳于廈門街（Amoy St.）和直落亞逸街（Telok Ayer St.），逐漸形成了圍繞于天福宮（Thian Hock Keng Temple）的區塊。他們隨後又成立了宗鄉會館如新加坡福建會館，並且把區塊展延至福建街（Hokkien St.）和中國街（China St.）一帶。新加坡福建人在早期新加坡河一帶的貿易活動當中是最活躍的。
由於他們來自中國闽南沿海一帶，並且從事海上貿易，大多有信奉海上守護神媽祖之習俗。除此之外，他們也信奉其他道教之神明如玉皇大帝、玄天上帝、九皇大帝、齊天大聖、關聖帝君、福德正神，也信奉各府、縣的鄉土神如清水祖師、法主公、開漳聖王、靈安尊王、廣澤尊王、保生大帝、保儀大夫等。許多閩南人也信奉佛教，天福宮、鳳山寺與玉皇殿等閩南百年廟宇在早期都是由佛教僧侶為住持。光明山普覺禪寺與普陀寺是由閩南高僧，轉道法師所創立。新加坡龍山寺也是閩南人的佛教道場。不少新加坡佛教先賢如宏船法師、廣洽法師、常凱法師與李俊承居士都是閩南人士。
唯值得注意的是新加坡人所说的「福建人」，其实指的是来自泉漳（包括廈門）的「闽南人」，而不包括在福建省境内其的他籍贯；也就是说“福建人”并没有包括在“闽南地区”以外的福建人士。一般来说，在新加坡不被称为“福建人”的福建民系包括閩東民系（福州人、福清人和寧德人）、興化民系（莆田人和仙游人）以及起源自閩西南的客家人。当时不采用“闽南人”而使用“福建人”来特指厦门、漳州以及泉州移民的原因有两个：
1. 当时“闽南语”只是一个语言学概念，所以除了专家学者以外，其余来自泉州、漳州、厦門等閩南地區的百姓并没有“闽南”这个概念，更不会把自己称为“闽南人”或把自己的语言称为“闽南语”。時至今日，「福建話」一詞仍是新馬閩南華裔社群稱呼自己的母語的固有詞語，且不與「福州話」、「興化話」等同樣來自福建省的方言混淆。

1. 在清朝末年以及民国初年的移民浪潮中，来自泉漳（包括廈門）的移民远远超过福建省其他地区的移民。这三地的移民到新加坡扎根之后，因为沟通需要，这三地原本就很接近的方言被混在一起使用，渐渐地形成新加坡福建话，简称福建话。而来自福州和莆田等地的移民只占极少数，他们当时为了沟通需要，也得舍弃原本的母语闽东话和莆仙话而改用属于闽南语系的新加坡福建话。马来西亚也有类似情况。（新加坡的福州裔和莆田裔通常都会很明确的说自己是“福州人”或“兴化人”，而不會說自己是“福建人”，以便於民系區分，因为“福建人”这个称谓早已被「闽南人」所使用。）

### 潮州人（潮汕人）

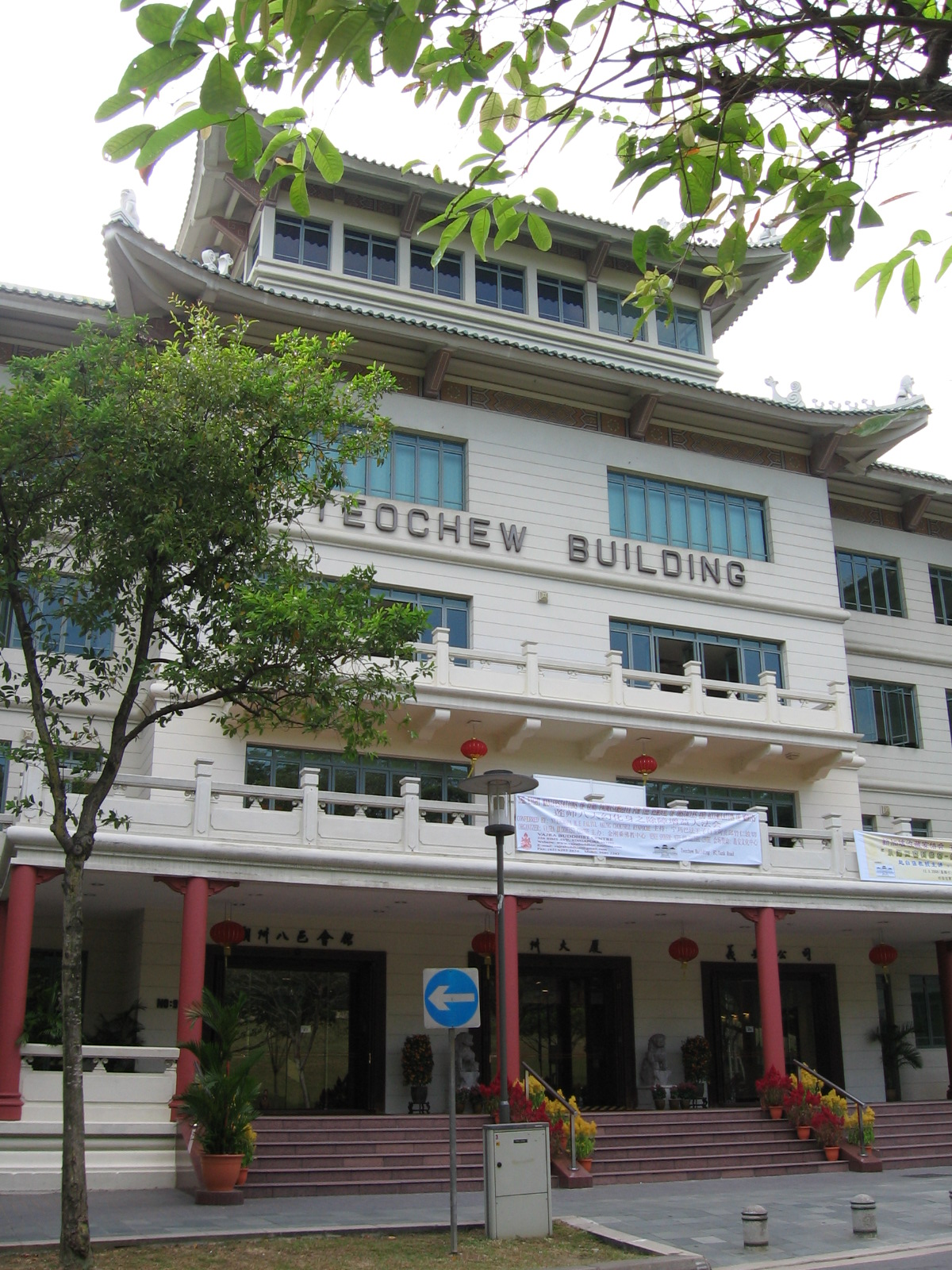
坐落于登路（Tank Road）的潮州大厦（Teochew Building）以及义安公司總部。

潮州人构成了新加坡华人当中的21%，是在新加坡华人社区当中的第二大民系。新加坡潮州人多数源自于广东省潮汕地区，包括了潮州、汕头、揭阳、丰顺等。
潮州人所讲的方言是潮州话， 跟閩南語泉漳話能够达到50.4%的互通。如同海南人一样，潮州人的先祖可以追溯到福建南方地区（闽南）。由于明清两代闽南地区人口过度膨胀，加上耕地不足导致的饥荒等问题，他们因而迁徙到了潮汕地区。虽然潮州人和泉漳人在语言及文化上有所相似，他们仍会各自将自己的民系区分开来。在早期的新加坡华人社会里（尤其是英国殖民时期），这两个民系之间的相处并不太融洽。和闽南（泉漳）人一样， 潮州人也信奉道教及中国的民间信仰， 而且也把大峰祖師的善堂信仰帶入新加坡。粵海清廟建於1826年，是潮州人在新加坡最早成立的廟宇。有不少潮州人也信奉佛教，菩提佛院與寬濟堂就是潮州人的佛教道場。
19世纪期间，潮州人曾是新加坡最大的方言群体。然而，泉漳人大量的涌入导致了泉漳人在人口上超越了潮州人，尤其以新加坡南部最为显著。柔佛海峡（Straits of Johor）岸边曾是的潮州人主要的居住地，直到1980年代新加坡建屋发展局（HDB）实施搬迁计划之后，才有所变化。
19世纪及20世纪初，大多数的潮州人都居住在牛车水（Chinatown）新加坡河畔（Singapore River）一带。 早期的潮州人都从事工商业，包括捕鱼业。传统牛车水的商店或商行主要由潮州人经营，包括沙球劳路（Circular Road）和桥南路（South Bridge Road）一带的商店。
后来，其他潮州商人也陆续设立賭場，或在新加坡森林，新加坡北部和柔佛（Johor Bahru）开设胡椒种植园。19世纪时期，他们先后得到柔佛苏丹的批准设立这些种植园。其后，有更多的潮州人也加入种植业的行列，形成所谓的“江厝”制度（潮语：Kangchu）。“江”的意思是河流，而“厝”的意思是房子。在这种制度下，“厝”前面所加的字是指种植园首个负责人姓氏。“江厝制度”后来演变成今日新加坡的许多地名如蔡厝港（Choa Chu Kang）、林厝港（Lim Chu Kang）和杨厝港（Yeo Chu Kang）。这些地名在市区重建之前都曾是种植园。
早期的华人大多都成立宗乡会馆及方言会社。这些会馆或公司扮演着工会的角色，替目不识丁的华工处理许多和殖民政府或雇主交涉的事宜。其中最为重要的潮州公司之一是1845年成立至今的义安公司。
新加坡的潮州人所使用的语言是新加坡潮州话，在本地简称为潮州话。这种潮州话因为长期受到新加坡的主要方言閩南語泉漳話所影响，已经和潮汕地区所操的潮汕话有着一定的差别，主要的差别在于它带有比较浓厚的泉漳音，掺杂了很多厦门话的词汇。与此同时，新加坡闽南（泉漳）人所操的新加坡福建话也有被潮州话影响的迹象，形成一种略带潮州音的閩南泉漳話。
新加坡海峡时报（The Straits Times）曾报道过现今的后港（Hougang）是个潮州人主要的聚居点，不過新加坡人经常把“潮州”误写为“潮洲”。

### 廣府人（廣東人）
廣府人構成新加坡華人當中的15%，一般稱之爲“廣東人”，但不包括同為廣東省的潮州人和客家人。新加坡廣府人大多数源自于广东省珠三角地區，如廣州、肇慶、順德、台山、鶴山等等。
新加坡广府人所講的語言為粤语。他們的宗教信仰也跟閩南泉漳人或潮州人一樣，為中國民間信仰、道教與佛教等。沙岡萬山福德祠與準提宮是廣東人的傳統廟宇。不少比丘尼如大悲院的法坤法師和萬佛堂的淨潤法師都是廣東人士。
于20世紀前半業，新加坡广府人主要的職業為醫生、政治家、文言文老師，也從事其他行業如金飾業、裁縫業、餐飲業等等。他們的商店主要坐落于登婆街（temple streets）、寶塔街（pagoda streets）、摩士街（mosque street）。
來自廣東三水縣的廣東女工，稱之爲「紅頭巾」。他們主要在新加坡的建築工地上充當建築工人，為新加坡的早期建設做出了巨大的貢獻。這些女工背井離鄉，千里迢迢的從中國來到新加坡，于20世紀前半葉在新加坡的工地上從事勞動工作。她們所穿的衣服是海軍藍色的衣裳，頭上裹著紅頭巾，其作用是在工作時爲了保護頭顱，其外表格外鮮明。穿戴這種頭巾的第一位女士據説是宋朝的王朝雲，文學家蘇軾之妾。這種頭飾曾是廣東客家地區所穿戴之傳統帽子。廣府人由於經常跟客家人一起工作，也進而採用了這種傳統。
來自廣東四邑地區的女工主要戴的是黑色的頭巾。她們大部分在新加坡河畔（Singapore river）和吉寳港口（keppel harbour）的周遭碼頭從事勞動工作。于2010年，新加坡意識到牛車水一帶居住著大批的广府人。

### 客家人

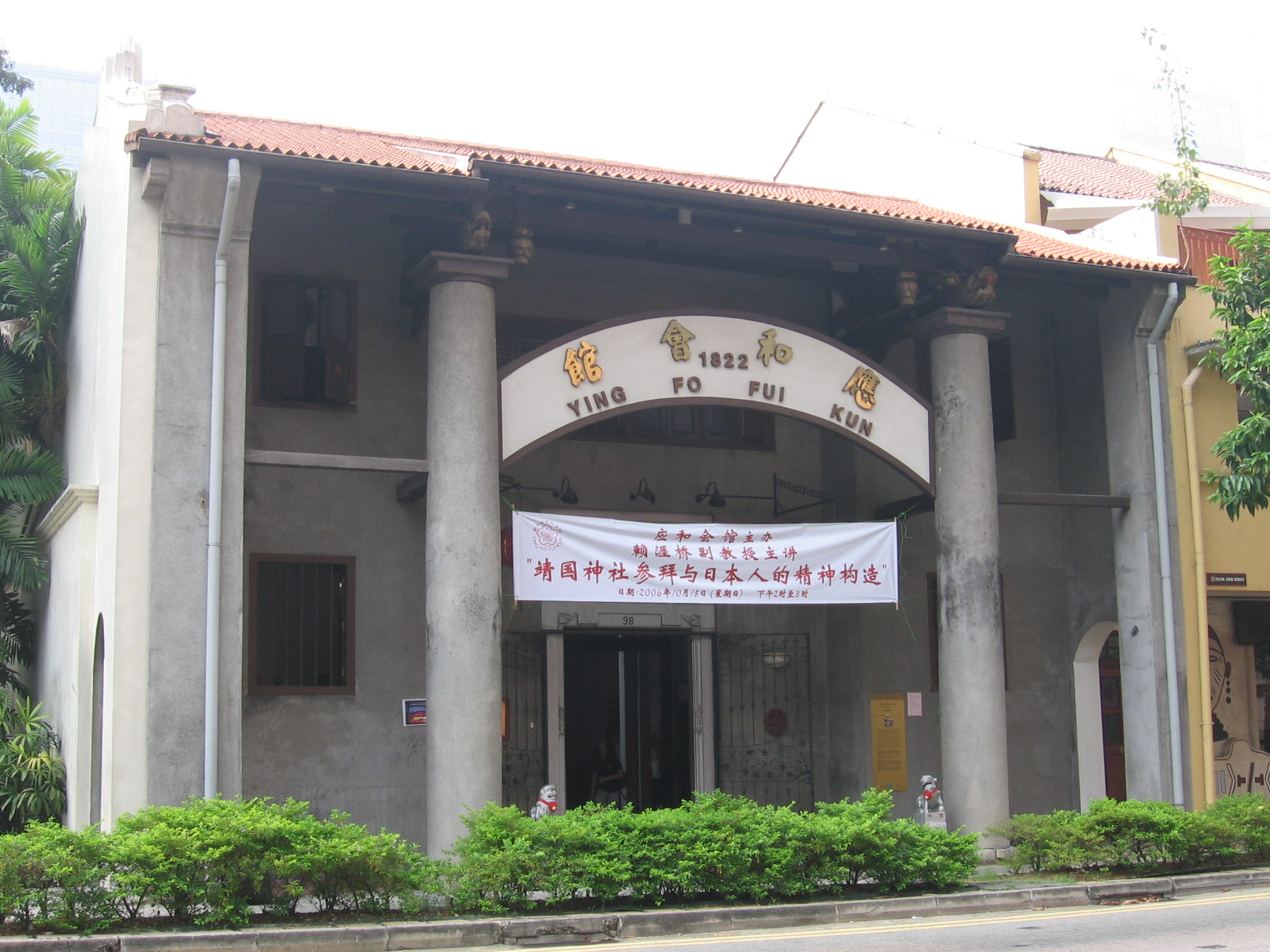
應和會館是新加坡第一所客家宗鄉會館

客家人構成新加坡華人人口的11.4% 。他們源自於中国两广和福建的客語區，如梅縣、大埔、河源、惠州等地和福建西南部。新加坡共和國的國父，李光耀，本身就是客家人，其祖籍為大埔。
由於客家話在語言方面較跟華語相似，但又受到閩南語和粵語的影響，客家人一般上被認爲是4到13世紀從華北遷徙到南方一帶的一個民系。這主要是因為數萬年前人類是從東南亞延陸路與海路北遷，而近一、兩千年來又因躲避戰亂而南遷所致。
許多20世紀前半葉在新加坡工地上工作的客家女，頭上所戴的頭巾跟三水縣的紅頭巾一樣。只不過，客家女所戴的是黑頭巾，而不是紅頭巾。

### 海南人、闽东人、兴化人
這幾個族群僅構成新加坡華人人口的5%，其中多數為海南人，源自于海南島，所講的語言為海南話。新加坡海南裔多數来源于海南東北部地區，如文昌、海口等。瓊州天后宮是海南人在新加坡最早成立的廟宇。
海南人移民到新加坡始于19世紀末期，他們比其他的民系較晚來到新加坡，多數從事店鋪工作，烹飪及餐飲業。海南雞飯是新加坡的著名美食，新加坡海南人也以西餐烹飪聞名，因爲許多海南人早期曾在歐洲船隻上擔任廚師。
新加坡的闽东人分成两大群，即福州人和福清人。他们源自于福建省东北部沿海的福州市（包括其代管的福清市），以及北部临近的寧德市古田縣、屏南縣，為傳統上的福州十邑。他们所操的语言是闽东语南片的两大次方言，即福州话和福清话，这两者口音上有一定的差异，但基本能够互通。兴化人（莆仙人）虽然在现今的民系分类上不属于闽东人，但由于在新加坡人口稀少而经常被归类为闽东人。兴化人的祖籍為福建省閩南和閩東兩大文化區塊之間的莆田市，所操語言是莆仙语，该类闽语在语言学上是一种介于闽南语和闽东语之间的语言，但相对更接近于闽南语。

### 马来西亚华人及其它鄰國華人移民
來自新加坡鄰國如馬來西亞、印尼、泰國、菲律賓、越南等地的華裔，其形貌、方言及風俗習慣等一般都較接近新加坡華人。

### 臺灣人
約占新加坡華人的2%，由於人數較少，常被歸類于閩南人、客家人或其他民系。自臺灣移民新加坡者，多數受過高等教育。
臺灣與新加坡相同，是以閩南裔華人為相對多數的社會，因此他們移居新加坡有語言上的優勢，主要操臺灣華語、閩南語臺灣話等語。
根據新加坡日本文化協會副會長林少彬編的《日本人眼裡的新加坡》，1912年至1925年間台灣銀行曾在新加坡營業。同書也提到，根據日本官方在1932年所做的統計，當時居住在馬來亞（包括新加坡）的台灣人，總數有105人。根據新加坡人的口頭述説，當時二戰時期有許多佔領新加坡的日本兵其實是台灣人士兵，另外在1950至1960年代新加坡的華文教師有許多來自台灣。
1965年新加坡獨立之後，由於新加坡跟台灣有密切的關係，更有一些台灣軍事人士移民到新加坡，並且在新加坡武裝部隊擔任高級軍官。于1970年和1980年代，有更多的台灣人移民到新加坡，到新加坡投資，工作，定居或念書。他們通常屬於受過高等教育的人士，並且在各專業領域如工程、商業、投資、研發和教育就職。也有許多新加坡華人和台灣人通婚，台籍配偶也因此移民到新加坡，並且取得公民權。于2009年，在新加坡的台灣人人口估計為六萬人。。臺灣移民陳碩茂於2011年當選新加坡國會議員。

### 香港人
這個組群主要是1980年代後期和1990年初起移民到新加坡的香港人，常被歸類於廣府人、客家人或其他民系，其主要原因為1997年香港主權移交中国，令港人憂慮中共統治。

### 新加坡海峡華人
土生華人也叫「峇峇娘惹」（即男性稱「峇峇」、女性為「娘惹」），乃早期南洋華族漢人與當地馬來人的共同後代。他們不僅同時擁有兩個民族的後續血統，還融合了英屬馬來亞年代的日常英式、馬來以及中國閩南（或部分潮州民系）傳統習俗，因而形成了自我特有的文化認同，並在馬兩地被歸作另外一個獨立族群。此外，亦有許多峇峇娘惹在18世紀葡萄牙人的殖民統治之下，因由傳教士傳教而改爲信奉天主教。但也有一部份的土生華人因為與斯里蘭卡出家人（如達摩難陀尊者與其他僧侶）的接觸而轉信南傳佛教，也成立了祝福寺(Mangala Vihara)與一些英語佛教會。樟宜鳳山寺與保安宮是由土生華人在新加坡所成立的道教宮廟。
新加坡的土生華人早期多數居住在芽笼（Geylang）和加東（Katong）一帶。在殖民地時期，由於他們大多通曉英語、馬來語和閩南語，因而也是各商業和社團組織的通事或中間人。許多新加坡土生華人和福建閩南人曾經搬離新加坡市中心到東海岸的丹戎加東（Tanjong Katong）一帶，並且建造豪宅與別墅。1965年新加坡獨立之後，新加坡土生華人開始遷往新加坡各個地區。

### 其他族群
有极少量來自上海，江浙以官话或吳語為母語的中国人和中国其他部分的人，只構成了新加坡華人人口的0.1—2%。多數來自中國大陸各省以官话為主要母語的人士比其他族群還要晚移民到新加坡。他們都能說標準華語，也可能能說自己的官话方言。21世纪之时，從中國大陸各地區來新加坡讀書或工作的人士有增無減。有些再移民其他國家，有些則長期定居在新加坡。
2001年后移民到新加坡的原中國籍新加坡華人有部分是高收入的白領階級，並且在跨國公司、研發中心、大學等就職。有部分在小學、中學的中国籍老師。自21世纪，新加坡經歷了來自中國各省的第三次移民浪潮。他們到新加坡讀書或工作。有些再移民其他国家，或回去中國，有些則長期定居在新加坡。這些來自中國的移民通常稱爲“新移民”。

## 姓氏
以下将新加坡的常见姓氏2000年发布的官方数据依照漢姓羅馬字標註进行排列。

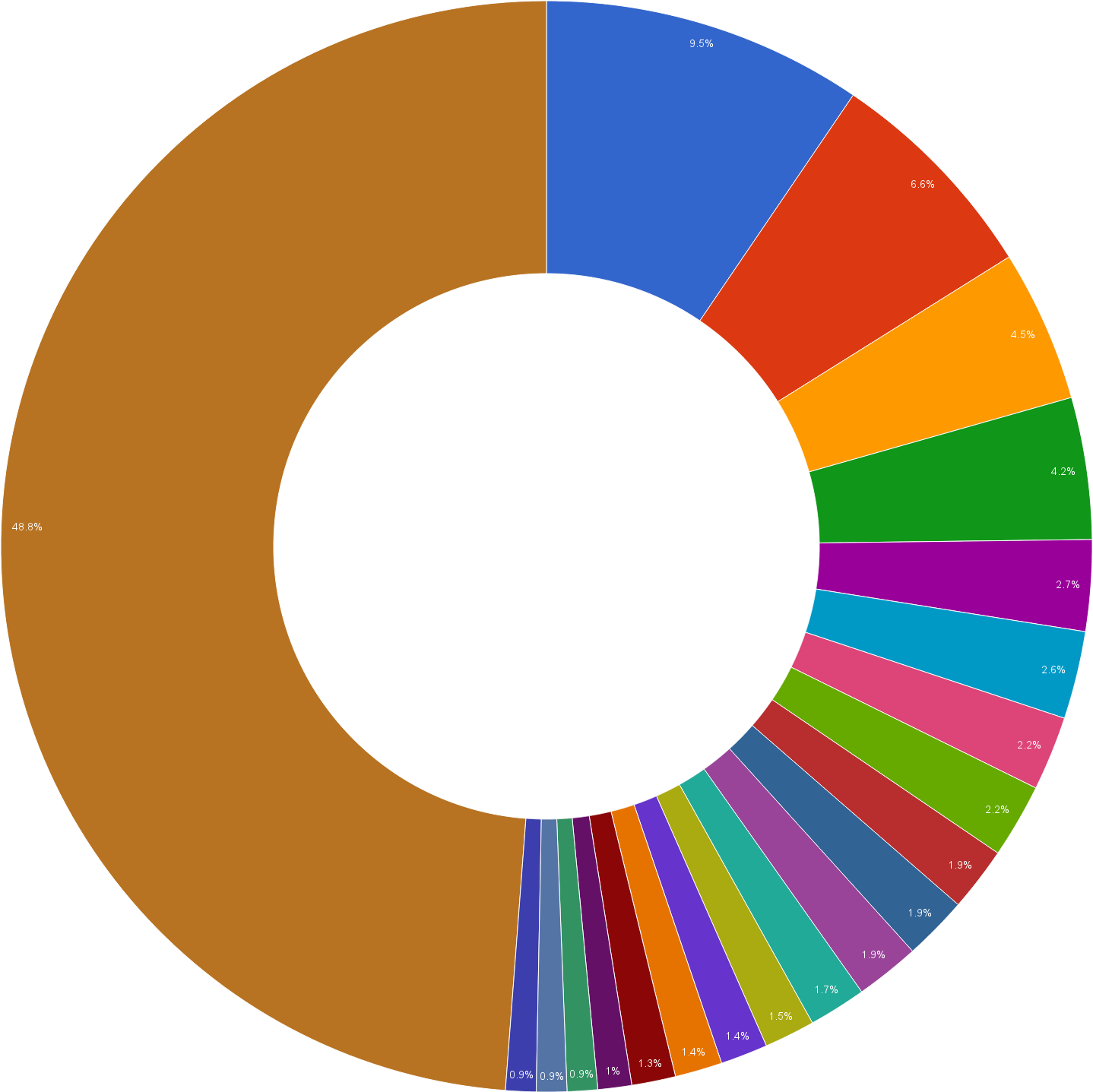
姓氏占比%（2000年）：
Tan (9.5%)
Lim (6.6%)
Lee (4.5%)
Ng (4.2%)
Ong (2.7%)
Wong (2.6%)
Goh (2.2%)
Chua (2.2%)
Chan (1.9%)
Koh (1.9%)
Teo (1.9%)
Ang (1.7%)
Yeo (1.5%)
Tay (1.4%)
Chong (0.9%)
Chia/Seah (0.9%)
其他 (48.8%)

| Tan (9.5%) Lim (6.6%) Lee (4.5%) Ng (4.2%) Ong (2.7%) Wong (2.6%) Goh (2.2%) | Chua (2.2%) Chan (1.9%) Koh (1.9%) Teo (1.9%) Ang (1.7%) Yeo (1.5%) Tay (1.4%) | Chong (0.9%) Chia/Seah (0.9%) 其他 (48.8%) |

| 排名 | 常见 罗马标注 | 籍贯                              | 总人口 (2000) | 百分比% (华人人口占比) | 对应汉字 | 其他标注法             |
| ---- | ------------- | --------------------------------- | ------------- | ---------------------- | -------- | ---------------------- |
| 1    | Tan           | 闽南 潮州 峇峇娘惹 海南           | 237,800       | 9.5                    | 陈       | 广府：Chan，客家：Chin |
| 2    | Lim           | 闽南 潮州 峇峇娘惹 海南 客家      | 166,000       | 6.6                    | 林       |                        |
| 3    | Lee           | 闽南 潮州 峇峇娘惹 广府 海南 客家 | 112,600       | 4.5                    | 李       |                        |
| 4    | Ng            | 闽南 潮州                         | 106,200       | 4.2                    | 黄       |                        |
| 4    | Ng            | 客家 广府                         | 106,200       | 4.2                    | 吴       |                        |
| 4    | Ng            | 客家 广府                         | 106,200       | 4.2                    | 伍       |                        |
| 5    | Ong           | 闽南                              | 66,700        | 2.7                    | 王       |                        |
| 5    | Ong           | 闽南                              | 66,700        | 2.7                    | 汪       |                        |
| 6    | Wong          | 广府 海南 客家                    | 65,000        | 2.6                    | 王       |                        |
| 6    | Wong          | 广府 海南 客家                    | 65,000        | 2.6                    | 汪       |                        |
| 6    | Wong          | 广府 海南 客家                    | 65,000        | 2.6                    | 黄       |                        |
| 7    | Goh           | 闽南 潮州                         | 56,200        | 2.2                    | 吴       |                        |
| 8    | Chua          | 闽南 潮州                         | 54,600        | 2.2                    | 蔡       |                        |
| 9    | Chan          | 广府 闽南 潮州                    | 48,400        | 1.9                    | 陈       |                        |
| 9    | Chan          | 广府 闽南 潮州                    | 48,400        | 1.9                    | 曾       |                        |
| 10   | Koh           | 闽南 潮州                         | 48,100        | 1.9                    | 许       |                        |
| 11   | Teo           | 闽南 潮州                         | 46,800        | 1.9                    | 张       |                        |
| 12   | Ang           | 闽南 潮州                         | 43,600        | 1.7                    | 洪       |                        |
| 13   | Yeo           | 闽南 潮州                         | 36,600        | 1.5                    | 杨       |                        |
| 14   | Tay           | 闽南 潮州                         | 35,800        | 1.4                    | 郑       |                        |
| 15   | Ho            | 闽南 潮州 广府 客家 海南          | 35,000        | 1.4                    | 何       |                        |
| 16   | Low           | 潮州 闽南                         | 31,600        | 1.3                    | 刘       |                        |
| 17   | Toh           | 潮州 闽南                         | 25,300        | 1.0                    | 杜       |                        |
| 17   | Toh           | 潮州 闽南                         | 25,300        | 1.0                    | 卓       |                        |
| 18   | Sim           | 潮州 闽南                         | 23,800        | 0.9                    | 沈       |                        |
| 19   | Chong         | 客家                              | 23,100        | 0.9                    | 莊       |                        |
| 19   | Chong         | 客家                              | 23,100        | 0.9                    | 张       |                        |
| 20   | Chia          | 客家 潮州                         | 22,600        | 0.9                    | 谢       |                        |

## 历史

### 新加坡建城以前
最早出现于中国史籍中的新加坡称为蒲罗中、龙牙门、凌衙门、淡马锡、淡马锡、息辣、息力和石叻等。
南宋赵汝适于1225年写成的《诸蕃志》记载着外国商船从泉州港的航行过程及贸易情况，其中的<三佛齐门>篇记载外国商舶到三佛齐贸易，必先在“凌牙门经商三分之一”，然后才到三佛齐。
1615年成书的《马来纪年》，记载12世纪中到14世纪中叶，新加坡由信诃补罗王朝统治，1320年“有元朝曾到龙牙门索象”。1325年龙牙门也遣使者朝贡等记载。
元代汪大渊在《岛夷志略》一书中记述了他在淡马锡的所见所闻。在其《岛夷志略》〈龙牙门〉一条中，简陋了记载当时新加坡有华人居住。在14世纪，新加坡因受爪哇满者伯夷与暹罗素可泰王朝的侵略，于1377年和1391年遭毁灭性的破坏。古新加坡被破坏后，便少有华人在新加坡的足迹记载。15世纪时的记载显示新加坡为马六甲苏丹的马来武士和海人的聚居地。
不过，明朝永乐年间（1403年）三保太监郑和下西洋时，在他的航海图上亦曾提及它的古称“淡马锡”。1420年，郑和第六度出使印度洋也曾途经新加坡，但未有华人的记载。
清人颜斯综所著的《南洋蠡测》记载新忌利波已有华人的坟墓：“有唐人坟墓，碑记梁朝年号及宋代咸淳”。梁朝为中国五代的后梁（907-922年），咸淳是南宋度宗的年号（1265-1274年）。据清人颜斯综的猜测，公元907-1274年间，新加坡是有华人居住的，并在死后葬在这里。

### 1819年-1937年
史料说明新加坡在莱佛士开埠本地前后，已有华人居住。1819年至1821年史丹福·莱佛士登岸初期，新加坡岛人口仅有几百人，其中有30名华人和峇峇，其余880至3000人为马来人。新加坡最古老的华人墓葬能追溯到1833年，此时华人只占小部分。
1819年史丹福·莱佛士（Stamford Raffles）为英国人在远东地区寻找能控制马六甲海峡的新商站与值得开拓的新殖民地，1月28日发现新加坡，次日与柔佛王朝驻新加坡的统治者天猛公阿都拉曼签订租借新加坡做为商站的条约，并于1824年正式与由英国人拥立的柔佛苏丹东姑隆签订把新加坡永久割让给英国人的条约，又于1822年规划新加坡首个城市蓝图《杰克逊计划》。新加坡自此——除了由日本统治的昭南时期那3年8个月外——一直到独立前的130多年里，都是英国的殖民地。英国人设立商站时，居于新加坡的多为马来海人，为渔夫及一些海盗，居住在小屋内。
莱佛士曾是英国东印度公司驻槟城副秘书，任期长达6年。另一开埠新加坡的功臣威廉·法古哈（William Farquhar）则是英国东印度公司驻马六甲的代表，在马六甲工作与生活长达7年。因此当新加坡成为英国东印度公司的另一商站时，莱佛士与法古哈都极力游说他们所熟悉的槟城、马六甲与马来亚其他地方的商人到新加坡发展，1511年马六甲成为葡萄牙人的殖民地，1641年成为荷兰人殖民地，在1824年转成英国的殖民地前早已发达。槟城1786年由英国人开埠，比新加坡早开发多年。
马六甲及槟城的成功的商人中，许多为土生华人，第二代或多代以上的移民。最先从清朝到新加坡的华人，其后为土生华人，他们多数从商，能说方言、马来语，许多受过英文教育，会说英语，能与英国人沟通。根据殖民地官员，琼斯·丹尼尔·沃尔根（Jones Daniel Vaughan）在其19世纪所写的《海峡殖民地华人的风俗与习惯》（ The manners and customs of the Chinese of the Straits Settlements） 中的论述：
|  | 虽然土生华人穿长衫、瓜皮帽，如同中国人，但他曾遇过被当成为中国人的土生华人，以不满的语气表示他不是中国人，他是英国臣民（British Subject），乃白人 （ Orang Putih， 马来语，Orang指人，putih指白）。土生华人所组织的俱乐部亦不让新来的中国人参加。在俱乐部中，他们打桌球、保龄球，喝白兰地、苏打水等，生活相当洋化。 |

新加坡由莱佛士开埠、大量马来亚土生华人商贾及欧洲商人来到，开发需要大量的劳动力，于是出现契约劳工（猪仔)的买卖，也常称为苦力(coolie)。这类猪仔由华人契约劳工贩商带到新加坡，以12个月的酬劳抵消他们的路费。每年东北季候风时带来中国船，买者上船寻找最健康者，付一笔钱便可买下。那笔钱扣除旅费与其他费用，仍可为贩商带来可观的盈余。有时这些劳工，亦按劳工的手艺，标上不同的价码。直到1877年新加坡委任威廉·必麒麟（William Pickering）为首任华民政务司（Protector of Chinese），贩卖劳工的活动才减少，并在1914年，废弃猪仔、契约劳工。但一直到日治昭南时期以前，都例常会有船只，以合理价格运送劳工往返新加坡与中国。而当时的劳工也学会免去中间人的抽佣情况，但他们仍将自己的劳力抵押给带他们过来的雇主或水客。
由于中国在鸦片战争之前有海禁条例，人民不可自由出入。因此契约华工都是经由葡萄牙人管控的澳门到海外，或由猪仔贩商到中国收买地方官员放人出洋。以此推测，在19世纪初期，要有大量华工出洋的情况并不太可能。这种情况一直要到1842年8月《南京条约》签订后才形成大规模华工出洋的情况。1860年中英、中法与中国满清政府签下的《北京条约》，买卖人口合法化，华工出洋一时达到高潮。
二战时期，從中國到新加坡的華人被稱作「新客」(sinkeh)。「新客」有一大部分是契約勞工，包括扛包头的苦力、轮船的烧炭工、在街上待聘的杂工等。有些則是因爲中國家鄉貧窮為了尋找更好的生活而南下南洋。而其他則是爲了逃離二十世紀前半葉中國各種的戰亂而来到了新加坡。 他們主要來自中国岭南地方，如福建省南部、廣東省、海南岛以及广西壮族自治区；心繫「唐山」（中國的別稱），認為自己是華僑。而土生華人或在新加坡繁衍过好幾代的華人，並且受过英文教育的華人則稱為「老客」（laokeh）, 或海峽華人 (Straits Chinese)。他們一般心繫大英帝國, 不認同自己為華僑。

### 1937年-1945年（第二次世界大战）
1937年爆發的中國抗日戰爭喚醒了当时以一、二代移民居多的新加坡華僑對於中國的愛國主義。当地華僑團體紛紛組織活動來抵制在新加坡的日本貨。在戰爭期間，由於擔心在中國親戚的安危，部分新加坡華僑甚至冒着生命危险回到中國参军支持抗日戰爭。有些華僑商人則出錢援助抗日戰爭期间中国军队所需的武器及物質。但日军于1942年攻占新加坡，其憲兵团調查並且逮捕了許多參與支援抗日活動的新加坡華僑。為消除對日本的仇恨並且使民衆感到恐懼，日本憲兵進行了肅清大屠殺，虐殺了大批新加坡華僑。在這期間仍有許多秘密地下抗日組織，例如林謀盛所領導的136部隊。

### 1945年之后
戰後期間，新加坡仍處於動蕩時期，50及60年代(1964年7月和9月)時常爆發華人及馬來人的種族衝突。1962年新加坡与马来亚结盟成立了马来西亚，可因为意见上不同于是在1965年被马来亚踢出联邦。李光耀宣布新加坡独立。
在1965年新加坡獨立之後，政局開始趨於穩定，新加坡逐步實行了和諧種族的政策，随着各民族的族群意识减弱，以及当地一、二代精通华语和方言的老一辈华侨逐渐衰老、逝去，之後基本再沒有爆發过任何成规模的種族衝突。新加坡在建國獨立之後，開始建立了新加坡華人對於新加坡這個國家與新加坡人的認同。
1945年之前从中国過番到新加坡的華僑，其後裔在新加坡獨立後成了新加坡公民。他们對中國的認同與歸屬減弱，一般自稱是「華人」，完全不認為自己是「華僑」，也極少自稱是「華裔」。
1978年邓小平访问新加坡时，李光耀在致欢迎词中说: “告诉我们的贵宾，新加坡没有华侨。”李光耀也在祝酒之前的发言中，措词小心地提醒他的贵宾：
|  | 华裔新加坡人有着他们自己的不同的经验和历史。不管这种历史是多么短，与大陆的中国人比较起来，仍然是不相同的。更重要的是，他们正在为自己的东南亚创造一种独立的和持久的未来。他们必须与马来裔和印度裔新加坡人平等地分享这种未来。 |

华裔新加坡人一般都會先認同自己是新加坡人，然後才是華人，但也有人會同時認同兩种身份。在新加坡土生土長的華人，經過一兩代或多的繁衍，一般稱之為「新加坡本地華人」。
20世紀末至21世紀初，從中國移居新加坡的華人被稱作「新移民」，20世紀末的「新移民」主要來自中國的一线城市如北京、上海。及英國屬地香港。21世紀初的「新移民」则來自中國各地，以江苏籍、浙江籍、福建籍和山东籍占大头，大大豐富了新加坡的文化多元性。隨之而來的中國美食遍地開花，華人網絡論壇 （页面存档备份，存于）也如雨後春筍一樣活躍起來。

## 語言
新加坡是個多語言的國家，除了官方語言英語、華語（現代標準漢語）、馬來語和泰米爾語之外，還有各種漢語方言。
由於新加坡的教育和工商語言以英語為主，所以英語是新加坡最強勢的語言，也是中、青年新加坡華人與其他種族平日所慣用的語言。同时，由於新加坡开设有基本的华语课（尽管相对形式化），所以也有部分中老年新加坡華人能以英華双語同人沟通，但因华语在近二十多年来于新加坡各科的考试成绩中所占比重很小，以致现今在年轻新加坡华人中能够使用华语者为数甚少。除了英語和華語之外，也有許多新加坡華人，尤其是老年人仍能講各種漢語方言如泉漳語、潮州話、粵語等。总体來說，新加坡華人的華語能力大大落后于大中華地區，主要體現在极为薄弱的听、说、读、写能力上，但较多数非華人區的华裔社群稍強一些。
在1979年推行講華語運動之前，新加坡福建話（閩南語）曾經是新加坡華人之間的通用語。在推行講華語運動和華語強制性被納入到新加坡華人的語言教育之後，華語逐漸取代新加坡福建話成為新加坡華人之間的通用語。由於1980年代廢除華校而全面推行英語教育之緣故，改以英語為家庭語言的華人增加了。现今中国大陆的经济崛起使得新加坡華人開始重視华语，新加坡政府近年也对新加坡中文教育采取了一些改良措施，同时也鼓励受英语教育的新加坡华人在课外和业余时间多使用华语。今日的新加坡雖在強勢的英語照應之下，但新加坡華人講華語的情況开始逐渐普及化。
近幾年，新加坡華人的漢語方言受到了严重威脅呈現的濒危情況之下，新加坡華人的漢語方言文化憂患意識使得一部分的新加坡華人重新捡起漢語方言。这一批新加坡華人社群当中的汉语方言爱好者和汉语方言保护主义者包括了一部分受英语教育及经历过新加坡政府极力推行的讲华语运动年代的中年人和小部分的新加坡年轻一代的华族人群。近年来，宗鄉會館开始開辦了汉语方言課程和举办汉语方言文化活动，新加坡華人现在可以去认识汉语方言和了解汉语方言文化。最近新加坡華人也可以在新加坡华语主流电视频道接觸一些曾被禁止的方言媒體，例如新加坡政府媒体管理机构于2016年在新加坡华语主流电视频道播放以闽南语（福建话）和粤语（广东话）双语播出的一系列汉语方言节目，其中包括了称为“吃饱没”和“欢喜就好”的栏目。但事实上，新加坡政府近年来允许一些本地制作的闽南语和粤语节目在主流电视播放的理由并不是传承和保护闽南语和粤语及闽南和粤文化，而真正的目的是要把重要的本地社区服务和医药资讯有效地传递给多数祇通晓闽南语或粤语的年长者。虽然新加坡政府对汉语方言的态度显然有一些宽松，但是他们仍然不重视或不支持汉语方言的传承和保护。他们至今仍旧坚持对汉语方言表明强硬的立场的原因是，他们认为汉语方言的学习对一般新加坡华人的英语和华语双语的掌握造成损害，甚至强调英语和华语比汉语方言对新加坡华人的未来更有前途。更何况，新加坡本地制作的闽南语和粤语双语节目不但极少，其方言节目的品质没有像大陆和港台的闽南语和粤语节目优质。因此，由於網絡的興起，新加坡华人社群当中的闽南语和粤语爱好者和文化保护主义者纷纷在网上收看大陆和港台的闽南语和粤语节目，加上他们报名参与宗鄉會館開辦的闽南语和粤语课程和文化活动，在新加坡华人社群较普遍使用的閩南語和粵語之类的汉语方言都得以保留傳承下來。

## 宗教
新加坡华人宗教信仰 (2020)
根据2020年人口普查，新加坡华人中有40.4%自称为佛教徒，25.7%无宗教信仰，21.6%为基督徒，11.6%为道教徒，0.8%信仰其他宗教，具体统计如下：
| 宗教               | 人数（2020） | 百分比 |
| ------------------ | ------------ | ------ |
| 佛教               | 1,052,114    | 40.4%  |
| 无宗教             | 669,097      | 25.7%  |
| 基督宗教           | 562,681      | 21.6%  |
| 天主教             | 184,158      | 7.1%   |
| 新教及其他基督教派 | 378,703      | 14.5%  |
| 道教               | 303,095      | 11.6%  |
| 伊斯兰教           | 11,953       | 0.5%   |
| 其他宗教           | 7,761        | 0.3%   |

多数新加坡华人在官方统计中登记为佛教徒，但也有部分认同道教信仰。在许多家庭中，佛道融合的宗教实践仍然普遍，例如烧香、祭祖、供奉佛菩萨与道教神祇等。事实上，这种融合体现的是华人传统中儒释道合一的宗教文化形态，其重心往往在于家庭伦理与祖先崇拜。
尽管道教信仰在早期移民社群中较为普遍，但随着社会现代化，年轻一代的宗教选择呈现出更广泛的多样性，许多人转向佛教、基督宗教，或选择不认同任何宗教。在官方分类中，中国民间信仰多被纳入道教范畴，其中包括祭天、祭孔、祈福还愿等传统活动。
新加坡华人中有大量祖籍来自福建，特别是闽南地区，因此许多家庭承续传统信仰体系，包括对释迦牟尼佛、观音菩萨、阿弥陀佛、药师佛等佛教诸尊，以及玉皇大帝、妈祖、关帝、玄天上帝、福德正神（大伯公）等道教和民间神祇的信仰。
佛教信徒通常参与念经、禅修、布施等活动；部分民间习俗如烧冥纸或算命也仍广泛存在，但佛教教义本身对此持保留态度。许多华人家庭在宗教信仰上呈现高度混合的特征，既参与寺庙祭祀，也保有祖先崇拜、风水命理等习俗。
基督宗教在新加坡华人中也有稳固信徒群体，包括新教和天主教。多数信徒遵循教会教义，通常不从事烧香或传统祭祖活动，通过圣经学习与教会活动表达信仰。
近年来，自我认同为无宗教（无神论者、不可知论者或其他非宗教生活立场）的华人比例显著增加,，但其中部分人仍会在传统节日参与家庭祖先崇拜或拜年祈福等文化性仪式。
此外，新加坡是多元宗教社会，亦有少数华人信仰伊斯兰教、锡克教或其他宗教。这种现象可能因家庭传统、个人信仰选择或婚姻关系（如与马来裔或其他族群通婚）所致。
整体而言，新加坡华人的宗教信仰呈现出传统与现代、民族与全球化之间交织的多元景观，而诸如风水、命理、通书等与文化相关的民间习俗，也依然广泛存在于许多人的日常生活中。

## 飲食文化
新加坡的華人美食主要由早期華人移民根據當地及當時的情況（例如可選用的食材）所發展而來，融合了各種不一樣的元素和本地特色。以新加坡的海南雞飯为例，原本屬於街邊攤販叫賣，因為要求速度快，保溫，還要具備好的風味，所以在烹飪的時候使用雞湯做雞飯，雞和飯分開。叫賣的時候則将一碗雞飯扣在盤子裡，加上迅速切好的白斬雞，速度不超過3分鐘。久而久之形成了新加坡自己特色的一道菜，和原本字面上的海南雞飯已經完全不同，展現了新加坡當地的風味和口味。多數新加坡的華人美食如肉骨茶、拌麵、炒粿條、豬腸粉、福建麵、海南雞飯、雲吞麵、薄餅、麵薄等都可以在新加坡的小販中心（熟食中心）或美食閣吃到。有些新加坡華人是素食者，因爲他們有些是虔誠的佛教徒。21世紀來自中國各地的移民豐富了新加坡華人美食的多元性，各種中國菜都能在新加坡的餐廳找到，如川菜、東北菜等等。

## 通婚
新加坡華人一般來説會維持一個較爲獨特的群體認同，而更加的有可能在華人社群當中通婚。不同方言群（或籍貫）的通婚十分普遍。也有少數的新加坡華人會跟其他不同的新加坡族群通婚，例如新加坡馬來人、新加坡印度人、新加坡歐亞混血人、欧美白人等等。

## 文化
由於新加坡是個東西文化雜糅、多元種族匯集、不同民族間通婚較為普遍的國家，新加坡華人文化跟來自中國大陸、香港、澳門、臺灣、馬來西亞或其他華人區的文化，有本質上的區別。在文化上，新加坡的華族文化實際上揉雜了不少東南亞各土著民族的文化元素。同時，由於新加坡的華人祖輩大多來源於中國嶺南地區，尤其是福建南部、廣東、海南三地，其文化如漢語方言、華人習俗、傳統節日、宗教信仰等方面跟這些地區也呈現有不小的關聯度。
新加坡是個以英語為主的國家，同时长期受西方文化和土著马来文化的剧烈影響，因此在思想觀念、文化禮儀、語言等各方面，都和來自大中華地區的華人十分不同。來自中國大陸的中國人主要是以中國中心主義來看世界，而新加坡華人主要是受英語教育，在某种程度上也受到西方文化的影響。同時，新加坡的各種族的語言文化也互相影響著對方，華人的文化因此受到了新加坡本土文化如馬來文化，印度文化等等的影響。除了這些文化影響，新加坡華人也受到了日本流行文化，韓國流行文化的影響。這也造就了新加坡華人雜糅匯聚的文化本質。
新加坡华人的中文程度，因政府實行英語為第一語言的緣故，出現參差不齊的狀況，雖然留有基本華語教育，但整体来讲十分薄弱。绝大部分中青年人已几乎彻底丧失读、写能力，相当比例的在听、说上也存在很大困难。

## 教育

### 1980年代之前
新加坡華人教育始于19世紀華人創辦的私塾, 主要以中國南方方言（例如閩南語）來教授各種儒家經典。于20世紀初，由於受到了中國新文化運動的影響，許多華校于1920年改用華語做為教學語言。當時的英國殖民政府基本上讓華僑團體自由的開展華人教育。於是，新加坡華僑團體于1930年和1940年出錢創辦更多的華校。 到了1953年，新加坡福建會館主席陳六使更是主導並且創辦了唯一所以華文為教學媒介語的海外華文大學「南洋大學」，逐步在新加坡建立了一套有系統的華校制度。
然而1960年之後，中華人民共和國的左翼共產思想及文革和新加坡的資本主義國策剛好背道而馳。為吸引西方國家來新加坡投資， 新加坡採取了以英語為實際通用語和工作語的基本國策。同時為了防止新加坡華人受到中華人民共和國左翼政治思想的影響，新加坡採取了重英輕華的政策，一方面為經濟就業需求鼓勵新加坡華人讀英校，另一方面又對文革及共產思想進行批判。華校生由於英語程度低下常遇到就業問題，因此大多數人把子女送到了英校，導致了華校的報讀人數逐年下降。這些因素都加快了華校制度的消亡以及新加坡华人界在日常用语上的全面英化。

### 1980年代之後
20世紀80年代初，新加坡政府逐步廢除華校制度，除了華文課以及道德課，所有科目一概使用英文教學。1983年12月，新加坡政府宣布華文、馬來文、淡米爾及英文一律合併為單一語種教育體系，於1984年開始實行，並於1987年完成是次整合。為確保新加坡華人仍然保留自己的母語文化，新加坡政府自80年代后一貫在所有學校推行華語教學，所有新加坡華人都需要學習華語，為所謂的“第二語言”。新加坡又同時設立了特選學校 (Special Assistance Plan Schools)，這些特選學校曾經是以前的傳統華校，負責培養華語文化專才。華文課除了教授基础華文，也背負著傳授中華文化的使命。由於当地華語教學并未完全断绝，目前较小部分的新加坡華人人口，特别是老年人一般上仍能够在听和讲方面使用相对基本的華文。

## 社團

### 歷史背景
華人初到僑居地時雜居于牛車水一代。基於相同地緣，漢語方言及血緣的凝聚力和認同感，新加坡華人形成了以当地最大五个方言人口构成的幫群：閩南幫，潮州幫，廣東幫，客家幫，海南幫。在英國殖民時期，殖民政府基本上採用的是以華治華的手段，指定了一些華人的領袖來管理華社。所以，華社是屬於一個半自治的狀況。他們組織的方式是通過一些民間組織來互相照顧自己，例如處理同伴的喪事。
因此，這些組織很多時候是個宗教組織，後來再發展成宗廟，或者是從這些照顧善後的組織裏面，再發展成同鄉會館和宗親會館，以便彼此之間互相照應。經過時代的演變，華人在經濟和教育上都有了顯著的成長，一些實力雄厚的華商開始發起了跨越幫群的社團組織。這些包括了成立俱樂部（例如怡和軒），商會（例如新加坡中華總商會）。1906成立的新加坡中華總商會是華社的最高機構，自成立起就背負著為華人爭取權益的責任。二戰時期，新加坡華人曾透過商會來籌款捐賑物資，幫忙受難中的中國。
在20世紀60年代初，新加坡慢慢的爭取到了自治。新加坡政府採取了許多使種族和諧的政策，讓大家不分種族，不分宗教的一起生活。所以，當時新加坡政府並不太鼓勵這些會館。華人慢慢地由僑居轉向了定居，在新加坡落地生根。隨著國民意識與認同感的加深，會館也慢慢地走向了衰退，而這些會館的組織功能也逐漸被政府取代。
現今的會館雖不如以前來的重要，但仍然扮演著傳承中華文化的作用，尤其是讓年輕的一代了解自己的文化根源及加深文化認同。

### 商會組織
- 新加坡中華總商會（英文）
- 華社自助理事會（英语：Chinese Development Assistance Council）

### 新移民組織
- 華源會（中國大陸）
- 九龍會（香港）
- 新加坡台北工商協會（台灣）

### 各籍貫的鄉親會館
- 新加坡宗乡会馆联合总会 是由以下新加坡七大會館共同發起：
  - 新加坡福建會館（閩南）
  - 新加坡潮州八邑會館（英语：Teochew Poit Ip Huay Kuan）（潮州）
  - 新加坡廣東會館（粵/潮州/客家）
  - 新加坡南洋客屬總會（客家）
  - 新加坡海南會館（瓊）
  - 新加坡福州會館（閩東）
  - 新加坡三江會館（早期浙江、江蘇、江西籍移民共同建立）[28]

- 還有其他的鄉親會館如:
  - 義安公司（潮州）
  - 新加坡澄海會館（潮州）
  - 新加坡潮陽會館（潮州）
  - 新加坡揭陽會館（潮州）
  - 宏安旅外同鄉會（潮州）
  - 樟林旅外同鄉會（潮州）
  - 新加坡惠來同鄉會（潮州）
  - 茶陽（大埔）勵志社（潮/客）
  - 潮安會館（潮州）
  - 南洋普寧會館（潮州）
  - 冈州會館（粵）
  - 新加坡鶴山會館（粵）
  - 新加坡雷州會館（雷州）
  - 八和會館（粵）
  - 新加坡三水會館（粵）
  - 新加坡中山會館（粵）
  - 新加坡寧陽會館（粵）
  - 花縣會館（粵）
  - 新加坡南順會館（粵）
  - 新加坡順德會館（粵）
  - 新加坡增龍會館（粵）
  - 新加坡番禺会馆 （粤）
  - 會寧同鄉會（粵）
  - 新加坡高要會館（粵）
  - 新加坡肇慶會館（粵）
  - 新加坡東安會館（粵）
  - 新加坡廣惠肇碧山亭（粵/客）
  - 新加坡廣西暨高州會館（粵/客）
  - 新加坡福德祠绿野亭公會（粵/客）
  - 寧波同鄉會（三江）
  - 新加坡溫州會館（三江）
  - 新加坡茶陽（大埔）會館（客家）
  - 新加坡興寧同鄉會（客家）
  - 新加坡豐順會館（客家）
  - 豐永大公會（客家）
  - 新加坡惠州會館（客家）
  - 新加坡应和會館（客家）
  - 新加坡嘉應五屬公會（客家）
  - 武吉班让客屬公會（客家）
  - 新加坡河婆集團（客家）
  - 新加坡永定會館（客家）
  - 漳州總會（閩南）
  - 龍溪會館（閩南）
  - 新加坡武吉班让福建公會（閩南）
  - 新加坡詔安會館（閩南）
  - 新加坡同安會館（閩南）
  - 新加坡晋江會館（閩南）
  - 新加坡惠安公會（閩南）
  - 新加坡金門會館（閩南）
  - 新加坡浯江公會（閩南）
  - 新加坡永春會館（閩南）
  - 泉郡江公所（閩南）
  - 新加坡廈門公會（閩南）
  - 新加坡南安會館（閩南）
  - 新加坡仁和聯誼社（閩南）
  - 新加坡禾山會館（閩南）
  - 新加坡安海公會（閩南）
  - 新加坡安溪公會（閩南）
  - 星洲官山社（閩南）
  - 新加坡興安會館（興化）
  - 南洋莆田會館（興化）
  - 新加坡莆中高平公會（興化）
  - 新加坡福清會館（閩東）
  - 新加坡福州瀛洲同鄉會（閩東）
  - 新加坡福清東張同鄉會（閩東）
  - 新加坡龍岩會館（閩西）
  - 新加坡海南協會（瓊）
  - 新加坡後港瓊崖同鄉會（瓊）
  - 東陵瓊崖同鄉會（瓊）
  - 楊厝港瓊崖同鄉會（瓊）
  - 新加坡善志社（瓊）
  - 新加坡德僑社（瓊）
  - 新加坡瓊海同鄉會（瓊）
  - 新加坡瓊崖重興同鄉會（瓊）
  - 武吉知馬瓊崖聯誼會（瓊）
  - 新加坡海陸豐會館（閩南）
  - 西河别墅
  - 新加坡天府会馆

### 各姓氏的宗親會館
- 聯宗會館
  - 新加坡六桂堂（洪、江、翁、方、龚、汪）
  - 劉關張趙古城會館（劉、關、張、趙）
  - 南舜同宗會（姚、虞、陳、胡、田、袁、孫、陆）
  - 新加坡舜裔宗親聯誼會（姚、虞、陳、胡、田、袁、孫、陆、車、王）
  - 新加坡莊嚴宗親會（海南莊氏、嚴氏）
  - 新加坡曾邱公會（曾、邱）

- 姓氏會館
  - 新加坡延陵吳氏總會
  - 新加坡李氏總會
  - 新加坡辛氏公會
  - 新加坡鍾氏公會
  - 蘇氏公會
  - 楊氏公會
  - 新加坡廬江何氏總會
  - 新加坡呂氏公會
  - 新加坡杜氏貞義祖祠
  - 新加坡南洋杜氏公會
  - 新加坡南洋馬氏總會
  - 新加坡南洋吳氏公會
  - 成氏宗親會
  - 新加坡孫氏同公會
  - 星洲梁氏總會
  - 南洋江氏總會
  - 南洋方氏總會
  - 馮氏總會
  - 邝氏公會(宣城堂)
  - 新加坡許氏總會
  - 新加坡劉氏總會
  - 新加坡丘邱氏公會
  - 新加坡白氏公會
  - 新加坡葉氏公會
  - 新加坡朱氏公會
  - 新加坡莊氏公會
  - 新加坡太原王氏總會
  - 南洋沈氏公會
  - 西林孫氏同鄉會(廣東潮安縣西林鄉孫氏)
  - 新加坡開閩王氏公會（福建王氏）
  - 南洋梁氏公會（閩南梁氏）
  - 新加坡瓊崖王氏祠（海南王氏）
  - 新加坡瓊崖朱氏社（海南朱氏）
  - 龍氏公會（海南龍氏）
  - 新加坡海南吳氏公會（海南吳氏）
  - 潮州隴西李氏公會（潮州李氏）
  - 濟陽蔡氏公會（潮州蔡氏）
  - 新加坡劉隴同鄉會（潮州劉氏）
  - 新加坡揭陽劉氏公會（潮州揭陽劉氏）
  - 新加坡潮州沈氏聯合會（潮州沈氏）
  - 颍川鳌头舊家同鄉會（潮州陳氏）
  - 新加坡客屬劉氏公會（客家劉氏）
  - 新加坡客屬張氏公會（客家張氏）

### 華族文化協會與學院
- 新加坡華樂團
- 新加坡書法協會
- 新加坡華族戲曲學院
- 新加坡華裔舘
- 新加坡作家協會
- 新加坡南洋孔教會

### 華族宗教協會
- 中華佛教會，成立於1927年
- 南洋聖教總會，成立於1930年
- 新加坡佛教居士林，成立於1934年
- 新加坡佛教總會，成立於1949年
- 新加坡三清道教會，成立於1979年
- 新加坡道教總會，成立於1990年
- 新加坡道教協會，成立於1996年

### 華族教育協會
- 新加坡華文教師總會

### 華族廟宇與寺院
- 天福宮
- 粵海清廟
- 新加坡鳳山寺
- 觀音堂佛祖廟
- 蓮山雙林禪寺
- 光明山普覺禪寺
- 報恩寺

## 名人
- 李光耀 — 開國總理
- 李显龙 — 總理
- 王鼎昌，GCMG — 前總統
- 吳作棟 — 前總理
- 黃金輝 — 前總統
- 陈嘉庚
- 陈六使
- 李光前
- 李俊承
- 邱德拔
- 演培法師
- 曾淵滄，MH — 香港城市大學工商管理碩士課程主任兼管理科學系副教授
- 楊榮文
- 曾秋坤勳爵，MBE — 前英國上議院議員
- 韩劳达
- 水铭漳
- 何晶 — 前淡馬錫控股行政總裁
- 陳慶炎 — 前總統
- 范文芳 — 歌手
- 孫燕姿 — 歌手
- 泳兒 — 歌手
- By2
- 李連杰 — 演員
- 陈洁仪 — 歌手
- 巩俐 — 演員
- 蔡健雅 — 歌手
- 王俪婷
- 林俊杰 — 歌手
- 蔡淳佳
- 姚瑩瑩 — 演員
- 洪賜健
- 李創銳
- 邱鋒澤
- 鄭智允
- 淨潤法師
- 张勇
- 歐燕萍
- 王雷
- 李国煌 — 演員
- 梁智強 — 導演
- 許美靜 — 歌手
- 钟琴

## 延伸阅读
- 新加坡华裔馆. . 新加坡: 三联书店(香港)有限公司. 1998. ISBN 9620415892.
- 许教正. . 新加坡: 许教正出版. 1965.
- 宋旺相；叶书德译. . 新加坡: 新加坡中华总商会出版. 1993.

## 外部連結
- 新加坡國立大學圖書館海外華人研究 （页面存档备份，存于）
- 新加坡華裔館
- 新加坡華裔網 （页面存档备份，存于）

新加坡华人团体
- 新加坡華文教師總會 （页面存档备份，存于）
- 新加坡華社自助理事會
- 新加坡宗鄉會館聯合總會
- 新加坡中華總商會 （页面存档备份，存于）